# Новая Усть-Уза
Новая Усть-Уза — село в Петровском районе Саратовской области, входит в состав сельского поселения Берёзовское муниципальное образование.

## География
Находится на расстоянии примерно 21 километр по прямой на юг-юго-запад от районного центра города Петровск.

## История
Официальная дата основания 1789 год. Основано переселенцами из татарского села Усть-Уза  Шемышейского района Пензенской области.  В 1859 году 120 дворов и 903 жителя, в 1897 – 1443, в 1914 – 2364.

## Население
Постоянное население составило 330 человек (татары 91%) в 2002 году, 281 в 2010.